# Estación de Bordeta
La estación de Bordeta era una estación del Metro de Barcelona actualmente clausurada situada entre Hospitalet de Llobregat y Barcelona, muy cerca de la Estación de Santa Eulàlia y la Estación de Mercat Nou.

## Historia
Esta estación se inauguró el 10 de junio de 1926, siendo cabecera de Línea 1, antes llamada Ferrocarril Metropolitano Transversal, hasta que en 1932 se amplió de Bordeta hasta Bordeta Cocheras.
Luego, el 23 de diciembre de 1983, se clausuró la estación, con la ampliación de la línea desde Mercat Nou hasta Torrassa.

## Actualidad
Aunque está clausurada, se usa para que los pasajeros bajen en caso de que alguna unidad tuviera que ser retirada al estar en la entrada de las Cocheras de Santa Eulàlia. También, ahora, con la construcción de los jardines de la Rambla de Sants, se ha tenido que demoler el andén dirección Hospital de Bellvitge, quedando ahora solamente el andén dirección Fondo.

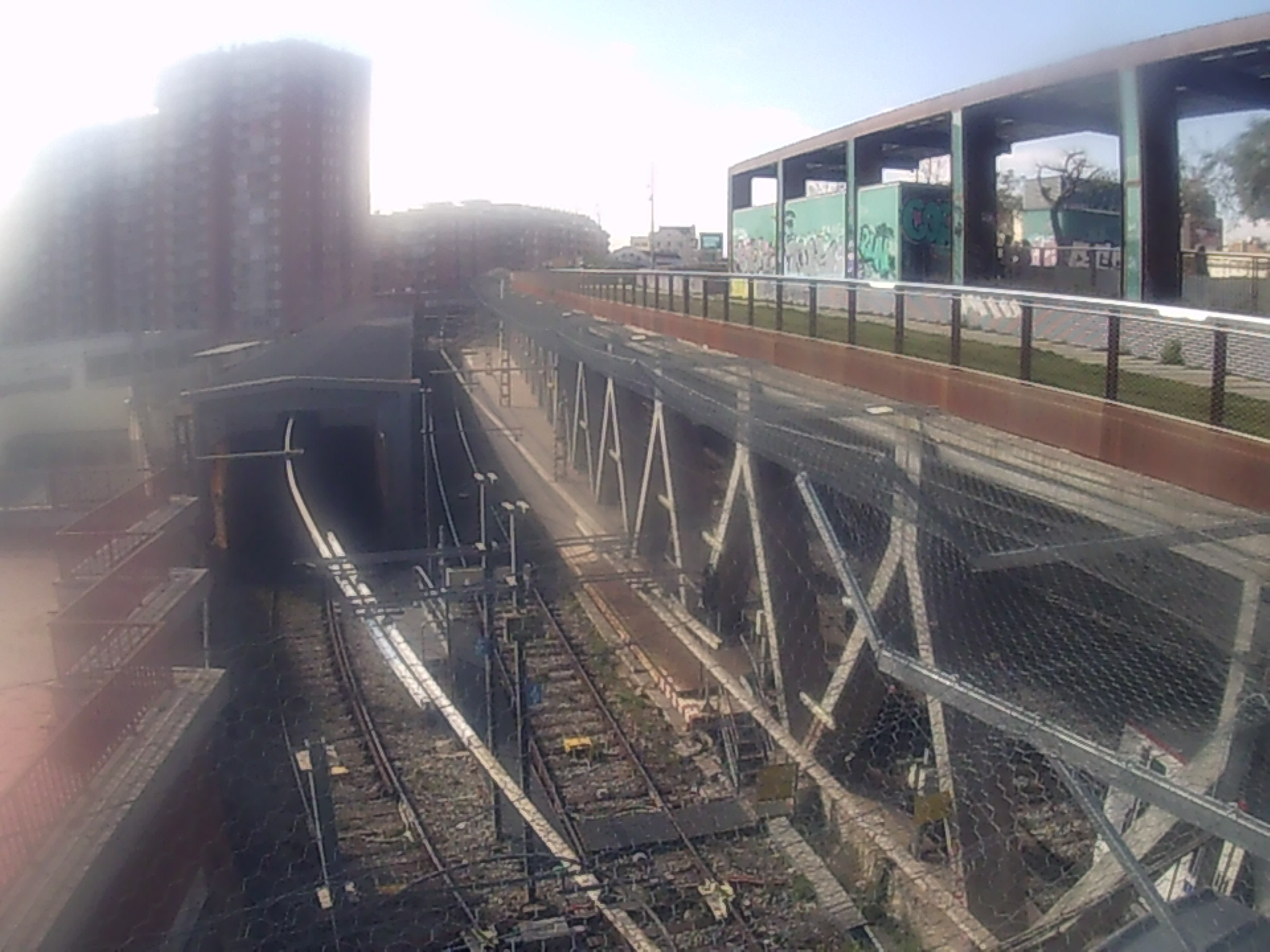
Estación de Bordeta actualmente

| << cabecera           | < estación    | línea | estación > | cabecera >> |
| --------------------- | ------------- | ----- | ---------- | ----------- |
| Metro                 |               |       |            |             |
| Hospital de Bellvitge | Santa Eulàlia |       | Mercat Nou | Fondo       |

- Datos: Q11920781